# Gianfrancesco I Pico
Giovanni Francesco I Pico, meglio noto come Gianfrancesco I Pico (Mirandola, circa 1420 – Mirandola, 11 febbraio 1467), fu un nobile e condottiero italiano, signore di Mirandola e conte di Concordia dal 1451 alla morte.
Tra i suoi figli spicca il nome di Giovanni Pico della Mirandola, il celebre filosofo umanista e il più illustre membro della casata dei Pico.

## Biografia
Era figlio di Giovanni I Pico, signore di Mirandola e Concordia, e di Caterina Bevilacqua, figlia di Guglielmo Bevilacqua di Verona.
Nato intorno al 1420, verso il 1441 sposò la contessa Giulia Boiardo, figlia di Feltrino Boiardo di Scandiano.
Morto il fratello Niccolò nel 1448 e poi il padre nel 1451, il 28 dicembre 1451 è registrato come signore della Mirandola e conte della Concordia insieme allo zio Francesco, il quale - si suppone - rinunciò ai propri diritti sulla Mirandola nel 1456 dopo l'acquisto del castello di Scaldasole (dove morì due anni dopo).
Nel maggio 1452 Gianfrancescò si recò a Ferrara per rendere omaggio all'imperatore Federico III, che contraccambiò onorandolo della divisa di cavaliere. Ritornò poi a Ferrara nel 1457 e nel maggio 1459, quando Borso d'Este ospitò papa Pio II che stava andando al concilio di Mantova per appellarsi ai sovrani d'Europa affinché smettessero di combattersi fra loro, ma si unissero in una crociata contro gli Ottomani, nemici della Cristianità.
Nel 1460 fortificò il castello di Mirandola, fino ad allora difeso solo da argini e fossi, cingendolo con mura di mattoni e con le fondamenta piantate nell'acqua, che includevano tutto il cosiddetto borgo bruciato; venne altresì iniziata la torre della Maddalena (completata poi dal primogenito Galeotto). In quello stesso anno fu autorizzato da papa Pio II ad erigere un convento di monache clarisse (completato nel 1479).
Nel gennaio 1462 accolse Tiberto Brandolini, che dopo aver abbandonato i veneziani stava per passare tra le file dei nemici milanesi di Francesco Sforza. Nel giugno dello stesso anno, in disaccordo con la moglie, corse al soldo di Borso d'Este in aiuto di Sigismondo Pandolfo Malatesta, signore di Rimini, attaccato dalle truppe di Papa Pio II: il 14 luglio Gianfrancesco e Sigismondo, al comando di 800 cavalli e un buon numero di fanti, giunsero nelle Marche e diretti in Puglia ad aiutare Jacopo Piccinino. Giunti però al fiume Tronto, furono respinti dai soldati pontifici, dovendo riparare a Senigallia il 13 agosto. Lasciato un buon numero di soldati nella rocca di Senigallia, si diressero verso Mondolfo, dove furono attaccati dai nemici e persero 1500 uomini. Gianfrancesco fu catturato da Federico da Montefeltro, rimanendo suo prigioniero pochi mesi (il 9 novembre 1462 era già a Mirandola, quando chiese a Lodovico, marchese di Mantova l'esenzione del dazio per venti armature acquistate a Brescia).
Il 25 giugno 1464 accolse nel proprio castello il conte Jacopo Piccinino con il commissario del duca di Milano, provenienti da Bologna.

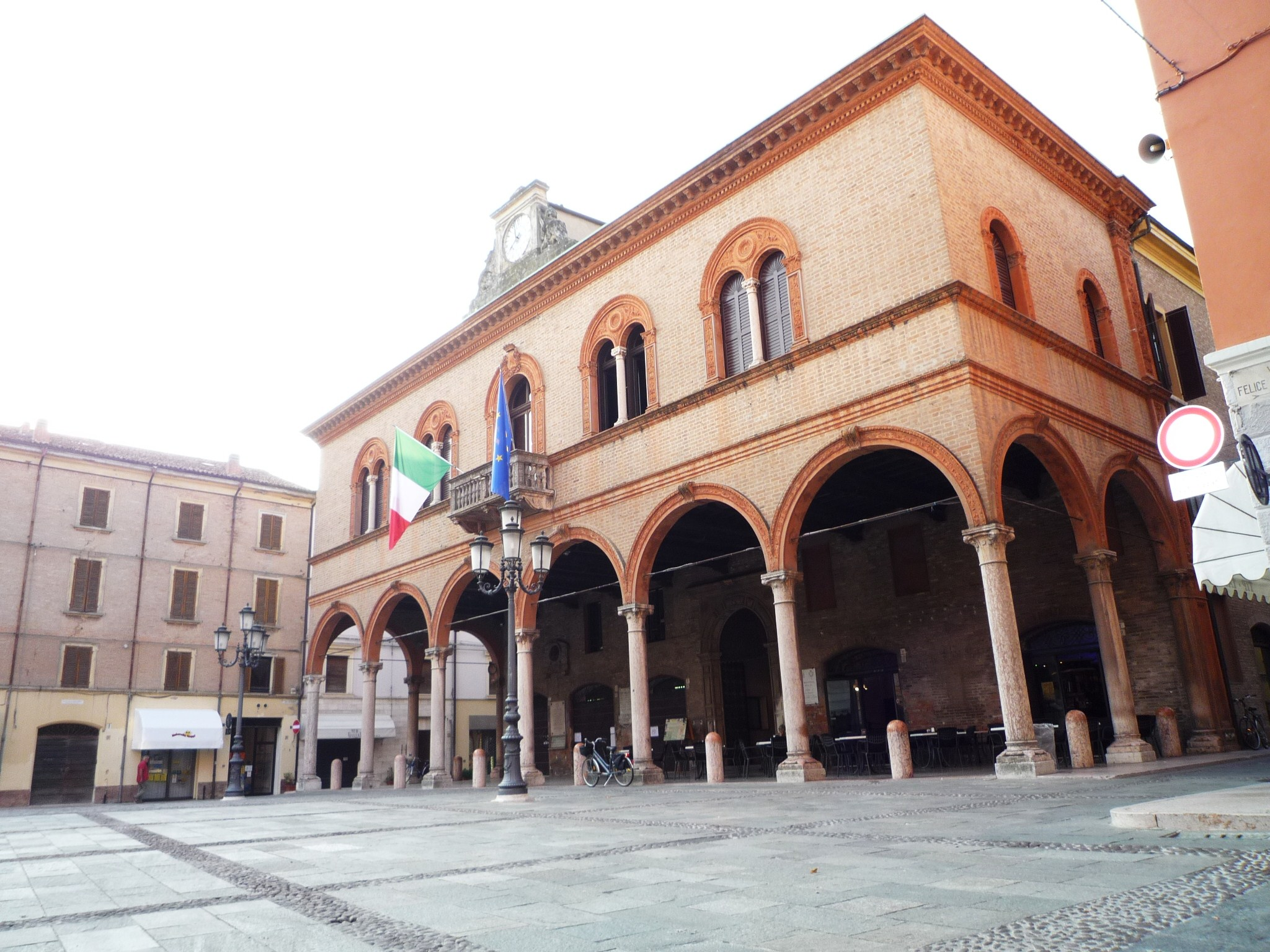
Palazzo comunale di Mirandola

Nel 1465 fu nominato esecutore testamentario di Galasso Pio, signore di Carpi. Nel 1466 aiutò il genero Pino III Ordelaffi (marito di Lucrezia Pico) a raccogliere soldati nel modenese e fu tra i comandanti dell'esercito di Niccolò Soderini inviato a sostegno della Repubblica di Firenze. Il 28 aprile è in vertenza con la camera ducale di Ferrara e a marzo fece eseguire a Mantova alcuni lavori in argento ad un certo Jsep Ebreo, per i quali domandò al marchese di Mantova di togliere certi ostacoli per questa commissione. Il 15 giugno scrisse al Gonzaga che una torre di Mirandola era crollata fino alle fondamenta, distruggendo gran parte delle mura della fortezza. In questa epoca fece altresì iniziare l'edificazione del nuovo Palazzo della Ragione (attuale palazzo comunale), completato poi dalla moglie Giulia Boiardo nel 1468.
L'8 novembre 1466 ricevette dal vescovo di Reggio Antonio Beltrando l'investitura del castello di San Martino Spino, a patto che pagasse - come da tradizione per l'epoca - il canone annuo corrispondente ad una spada militare da consegnare nel giorno di Natale.
Alla sua morte, avvenuta l'11 o 12 febbraio 1467, nella famiglia Pico si scatenò una lotta per la sovranità che durò circa un secolo. In base al testamento rogato nel febbraio 1467 presso il notaio Bortolomeo di Bergamo, il 2 aprile la vedova Giulia Boiardo assunse la tutela del figlio Giovanni.
Gianfrancesco venne sepolto nel Pantheon dei Pico della chiesa di San Francesco, in un sarcofago di marmo rosso di Verona commissionato dal nipote Giovanni Francesco II Pico della Mirandola, scolpito da artista anonimo in stile cinquecentesco, con cornici, fregi e mensole sorrette da capitelli e pilastrini. Sulla facciata frontale è presente lo stemma dei Pico, sormontato da un grifone; nello scudo, sopra la scacchiera, è presente l'aquila imperiale con ai lati due leoni rampanti. L'epitaffio recita:

## Discendenza
Gianfrancesco I sposò Giulia Boiardo, figlia di Feltrino Boiardo, conte di Scandiano, e di Guiduccia da Correggio, figlia di Gherardo da Correggio, signore di Correggio. Dalla coppia nacquero i seguenti figli:
- Galeotto I Pico (* 1442 – † 1499), successore del padre insieme ai fratelli Antonio Maria e Giovanni. Sposò Bianca d'Este ed ebbe discendenza;[1]
- Antonio Maria Pico (* 1444 – † 1501), successore del padre insieme ai fratelli Galeotto I e Giovanni. Sposò Costanza Bentivoglio ed ebbe discendenza;[1]
- Caterina Pico (* 1454 – † 1501), nel 1473 si sposò in prime nozze con Lionello I Pio di Savoia, co-signore di Carpi; poi nel 1484 in seconde nozze con Rodolfo Gonzaga, signore di Castel Goffredo, Castiglione e Solferino.[1]
- Giulia Pico (* 1455 – † 1493), monaca clarissa presso il monastero di Santa Chiara di Mirandola;[1]
- Lucrezia Pico (* 1458 – † 1511), a Mirandola, nel 1475, si sposò in prime nozze con Pino III Ordelaffi, signore di Forlì; poi, a Piombino, nel 1483 in seconde nozze con Gherardo Appiani, conte di Corsica, conte di Montagnana, signore di Populonia e Campiglia;[1]
- Giovanni Pico della Mirandola (* 1463 – † 1494), celebre filosofo e umanista e certamente il più illustre membro dei Pico;[1]

Gianfrancesco I, da una donna ignota, ebbe anche un figlio illegittimo:
- Meliaduse Pico (* c.1460 – † 1507)[1]

## Ascendenza
|                      |                      |                        | Genitori           |  |  | Nonni |  |  | Bisnonni   |  |  | Trisnonni        |  |
|                      |                      |                        |                    |  |  |       |  |  | Paolo Pico |  |  | Prendiparte Pico |  |
|                      |                      |                        |                    |  |  |       |  |  | Paolo Pico |  |  | Prendiparte Pico |  |
|                      |                      | …                      |                    |  |  |       |  |  | Paolo Pico |  |  |                  |  |
| Francesco II Pico    |                      |                        |                    |  |  |       |  |  | Paolo Pico |  |  |                  |  |
|                      |                      | Isabella Malaspina     | Azzolino Malaspina |  |  |       |  |  |            |  |  |                  |  |
|                      |                      | Isabella Malaspina     | Azzolino Malaspina |  |  |       |  |  |            |  |  |                  |  |
|                      |                      | Isabella Malaspina     | …                  |  |  |       |  |  |            |  |  |                  |  |
| Giovanni I Pico      |                      | Isabella Malaspina     |                    |  |  |       |  |  |            |  |  |                  |  |
|                      |                      | …                      | …                  |  |  |       |  |  |            |  |  |                  |  |
|                      |                      | …                      | …                  |  |  |       |  |  |            |  |  |                  |  |
|                      |                      | …                      | …                  |  |  |       |  |  |            |  |  |                  |  |
| …                    |                      | …                      |                    |  |  |       |  |  |            |  |  |                  |  |
|                      |                      | …                      | …                  |  |  |       |  |  |            |  |  |                  |  |
|                      |                      | …                      | …                  |  |  |       |  |  |            |  |  |                  |  |
|                      |                      | …                      | …                  |  |  |       |  |  |            |  |  |                  |  |
| Gianfrancesco I Pico |                      | …                      |                    |  |  |       |  |  |            |  |  |                  |  |
|                      | Francesco Bevilacqua | Guglielmo I Bevilacqua |                    |  |  |       |  |  |            |  |  |                  |  |
|                      | Francesco Bevilacqua | Guglielmo I Bevilacqua |                    |  |  |       |  |  |            |  |  |                  |  |
|                      | Francesco Bevilacqua | Maria Manzoni          |                    |  |  |       |  |  |            |  |  |                  |  |
| Guglielmo Bevilacqua | Francesco Bevilacqua |                        |                    |  |  |       |  |  |            |  |  |                  |  |
|                      |                      | Anna Zavarise          | …                  |  |  |       |  |  |            |  |  |                  |  |
|                      |                      | Anna Zavarise          | …                  |  |  |       |  |  |            |  |  |                  |  |
|                      |                      | Anna Zavarise          | …                  |  |  |       |  |  |            |  |  |                  |  |
| Caterina Bevilacqua  |                      | Anna Zavarise          |                    |  |  |       |  |  |            |  |  |                  |  |
|                      |                      | Magio Tarlati          | …                  |  |  |       |  |  |            |  |  |                  |  |
|                      |                      | Magio Tarlati          | …                  |  |  |       |  |  |            |  |  |                  |  |
|                      |                      | Magio Tarlati          | …                  |  |  |       |  |  |            |  |  |                  |  |
| Taddea Tarlati       |                      | Magio Tarlati          |                    |  |  |       |  |  |            |  |  |                  |  |
|                      |                      | Rengarda Malatesta     | …                  |  |  |       |  |  |            |  |  |                  |  |
|                      |                      | Rengarda Malatesta     | …                  |  |  |       |  |  |            |  |  |                  |  |
|                      |                      | Rengarda Malatesta     | …                  |  |  |       |  |  |            |  |  |                  |  |
|                      |                      | Rengarda Malatesta     |                    |  |  |       |  |  |            |  |  |                  |  |